# Wygoda (Siemysłów)
Wygoda (do 1945 Friedenau) – przysiółek wsi Siemysłów w Polsce, położony w województwie opolskim, w powiecie namysłowskim, w gminie Domaszowice.
W latach 1975–1998 przysiółek należał administracyjnie do województwa opolskiego.